# 2019-es WTA Elite Trophy
A 2019-es WTA Elite Trophy a WTA által évente megrendezésre kerülő esemény 2019. évi tornája volt, amelyen a világranglistán elért helyezése alapján a 2019-es WTA Finals tornára kvalifikációt szerzett versenyzőket követő 11 játékos és egy további, a rendezők szabadkártyájával induló versenyző kapott meghívást. Sérülés vagy egyéb lemondás miatt a távol maradó helyett a ranglista következő helyén álló versenyző vehetett részt a tornán. Párosban a ranglistaheyezésük alapján a WTA Finals tornára kvalifikációt szerzett párosokat a világranglistán követő négy páros indulhatott a versenyen, a rendezők két további párosnak adtak szabadkártyát.
A címvédő egyéniben az ausztrál Ashleigh Barty, párosban az ukrán Ljudmila Kicsenok és Nagyija Kicsenok párosa volt. Ashleigh Barty ebben az évben mint világelső a WTA Finals tornán vesz részt, az ukrán páros ezúttal más-más párral vett részt a tornán: Ljudmila a szlovén Andreja Klepač, Nagyija  a román Raluca Olaru párjaként indult.
A tornagyőzelmet egyéniben a fehérorosz Arina Szabalenka szerezte meg, miután a döntőben 6–4, 6–2 arányban legyőzte a holland Kiki Bertenst. Párosban az ukrán Ljudmila Kicsenok megvédte címét, ezúttal a szlovén Andreja Klepač volt a párja. A döntőben 6–3, 6–3 arányban győztek a kínai Tuan Jing-jing–Jang Csao-hszüan páros ellen.

## A verseny
Az ötödik WTA Elite Trophy versenyt 2019. október 22−27. között rendezték, a helyszíne a Hengqin International Tennis Center volt a kínai Csuhajban. Ebben az évben először rendezték a WTA Finals torna előtt. A torna díjalapja 2019-ben 2 419 844 amerikai dollár volt.

## A ranglistapontok és a díjazás
Az első helyezett 700 ranglistapontot szerezhetett. A párosok ezen a versenyen nem kaptak ranglistapontot.
| Szakasz                                    | Egyéni          | Egyéni   | Páros3         | Páros3 |
| Szakasz                                    | Díjazás         | Pont     | Díjazás        |        |
| ------------------------------------------ | --------------- | -------- | -------------- | ------ |
| Győztes                                    | KM1 + 500 000 $ | KM + 460 | KM1 + 21 509 $ |        |
| Döntős                                     | KM + 150 000 $  | KM + 200 | KM1 + 11 000 $ |        |
| Elődöntős                                  | KM + 14 727 $   | KM       | N/A            |        |
| Körmérkőzéses szakaszban győzelem          | N/A             | 120²     | 5400 $         |        |
| Körmérkőzéses szakaszban vereség           | N/A             | 402      | N/A            |        |
| Körmérkőzéses szakasz csoportelső          | 155 000 $       | N/A      | N/A            |        |
| Körmérkőzéses szakasz csoport 2. helyezett | 80 000 $        | N/A      | N/A            |        |
| Startpénz                                  | 45 000 $        | N/A      | 16 500         |        |
| Helyettesítők                              | 10 000 $        | N/A      | N/A            |        |

- 1 KM − a körmérkőzéses szakaszban szerzett pénzdíjak és pontok.
- 2 A körmérkőzéses szakaszban a szabadkártyával induló 80 pontot kap egy győzelemért és 0 pontot a vereségért.
- 3A párosok ezen a tornán nem kapnak ranglistapontot.

## A lebonyolítás formája
A versenyen résztvevő 12 játékost négy háromfős csoportba sorsolták, és a négy csoportgyőztes alkotta az elődöntő mezőnyét. Az elődöntő hagyományos kieséses formában zajlott.
A párosoknál a hat csapat két háromfős csoportban versenyzett, és a két csoportgyőztes mérkőzött a bajnoki címért.
A helyezések eldöntése a körmérkőzéses szakaszban
A helyezések az alábbiak figyelembe vételével dőltek el:
1. A győzelmek száma
2. Ha a győzelmek száma egyenlő volt, akkor a mérkőzéseken nyert játszmák száma döntött
3. Ha ez is egyenlő volt, akkor két játékos holtversenye esetén az egymás elleni eredményt, ha három játékos között volt holtverseny, akkor elsőként a játszmaarányt, másodikként a játékarányt vették figyelembe.

## Egyéni

### Az indulók
A 2019. évi versenyre az alábbi táblázatban szereplő versenyzők szereztek indulási jogot.
A tornán való indulást sérülés vagy egyéb ok miatt lemondta az egyébként kvalifikációt szerzett Serena Williams, Konta Johanna, Markéta Vondroušová, Angelique Kerber, Amanda Anisimova, Sloane Stephens és Anett Kontaveit. Helyettük a ranglistán sorban következő versenyzők kaptak jogot az indulásra. A verseny résztvevői 2019-ben összesen 19 WTA-tornagyőzelmet szereztek.
| Világr. hely. | Versenyző           | 2019-ben elért legjobb eredményei |
| ------------- | ------------------- | --- |
| 10            | Kiki Bertens        | Győzelem: (2) Mutua Madrid Open, Madrid (Premier Mandatory) St. Petersburg Ladies Trophy, Szentpétervár (Premier) Döntő: (2) Libema Open, ’s-Hertogenbosch, (International) Palermo Ladies Cup, Palermo, (International) Elődöntő: (5) China Open, Peking (Premier Mandatory) Internazionali BNL d'Italia, Róma (Premier 5) Apia International Sydney, Sydney (Premier) Porsche Tennis Grand Prix, Stuttgart (Premier) />Nature Valley International, Eastbourne (Premier) Negyeddöntő: (3) Qatar Total Open, Doha (Premier) Kremlin Cup, Moszkva (Premier) Generali Ladies Linz, Linz (International) |
| 12            | Sofia Kenin         | Győzelem: (3) Moorilla Hobart International, Hobart (International) Mallorca Open, Mallorca (International) Guangzhou Open, Kanton (International) Döntő: (1) Abierto Mexicano Telcel, Acapulco (International) Elődöntő: (2) Rogers Cup, Toronto (Premier 5) Western & Southern Open, Cincinnati (Premier 5) Negyeddöntő: (1) Zhengzhou Open, Csengcsou (International) |
| 13            | Madison Keys        | Győzelem: (2) Western & Southern Open, Cincinnati (Premier 5) Volvo Cars Open, Charleston (Premier) Negyeddöntő: (2) Roland Garros, Párizs (Grand Slam-torna) />Toray Pan Pacific Open, Oszaka (Premier) |
| 14            | Arina Szabalenka    | Győzelem: (2) Wuhan Open, Vuhan (Premier) Shenzhen Open, Sencsen (International) Döntő: (1) Silicon Valley Classic, San José (Premier) Elődöntő: (2) St. Petersburg Ladies Trophy, Szentpétervár (Premier) Internationaux de Strasbourg, Strasbourg (International) Negyeddöntő: (2) Nature Valley International, Eastbourne (Premier) Zhengzhou Open, Csengcsou (Premier) |
| 15            | Petra Martić        | Győzelem: (1) Istanbul Cup, Isztambul (International) Döntő: (1) Zhengzhou Open, Csengcsou (Premier) Elődöntő: (2) Volvo Cars Open, Charleston (Premier) Nature Valley Classic, Birmingham (Premier) Negyeddöntő: (3) Roland Garros, (Grand Slam-torna) Mutua Madrid Open, Madrid (Premier Mandatory) Wuhan Open, Vuhan (Premier 5) |
| 18            | Elise Mertens       | Győzelem: (1) Qatar Total Open, Doha (Premier) Elődöntő: (1) Toray Pan Pacific Open, Oszaka (Premier) Negyeddöntő: (4) US Open, New York (Grand Slam-torna) Apia International Sydney, Sydney (Premier) Grand Prix de SAR La Princesse Lalla Meryem, Rabat (International) Mallorca Open, Mallorca (International) |
| 19            | Alison Riske        | Győzelem: (1) Libema Open, ’s-Hertogenbosch (International) Döntő: (2) Wuhan Open, Vuhan (Premier 5) Shenzhen Open, Sencsen (International) Negyeddöntő: (1) Wimbledoni teniszbajnokság, London (Grand Slam-torna) |
| 20            | Donna Vekić         | Döntő: (2) St. Petersburg Ladies Trophy, Szentpétervár (Premier) Nature Valley Open, Nottingham (International) Elődöntő: (3) Brisbane International, Brisbane (Premier) Silicon Valley Classic, San José (Premier) Abierto Mexicano Telcel, Acapulco (International) Negyeddöntő: (2) US Open, New York (Grand Slam-torna) Porsche Tennis Grand Prix, Stuttgart (Premier) |
| 22            | María Szákari       | Győzelem: (1) Grand Prix de SAR La Princesse Lalla Meryem, Rabat (International) Elődöntő: (2) Internazionali BNL d’Italia, Róma (Premier 5) Silicon Valley Classic, San José (Premier) Negyeddöntő: (3) Western & Southern Open, Cincinnati (Premier 5) Volvo Cars Open, Charleston (Premier) Nature Valley Open, Nottingham (International) |
| 24            | Dajana Jasztremszka | Győzelem: (2) Hua Hin Championships, Huahin (International) Internationaux de Strasbourg, Strasbourg (International) Negyeddöntő: (3) Wuhan Open, Vuhan (Premier 5) Moorilla Hobart International, Hobart (International) Tianjin Open, Tiencsin (International) |
| 26            | Karolína Muchová    | Győzelem: (1) Korea Open, Szöul (International) Döntő: (1) J&T Banka Prague Open, Prága (International) Elődöntő: (1) Kremlin Cup, Moszkva (Premier) Negyeddöntő: (3) Wimbledon, London (Grand Slam-torna) Qatar Total Open, Doha (Premier) Bronx Open, New York (International) |
| WC (40)       | Cseng Szaj-szaj     | Győzelem: (1) Silicon Valley Classic, San José (Premier) Negyeddöntő: (3) Zhengzhou Open, Csengcsou (Premier) Hua Hin Championships, Huahin (International) Abierto Mexicano Telcel, Acapulco (International) |

A tartalékok: Anastasija Sevastova és Anasztaszija Pavljucsenkova volt, akiknek a játékára nem került sor.

### A csoportmérkőzések
Azalea csoport
| Rsz. | Név                 | Bertens     | Vekić       | Jasztremszka | Gy–V | Szett Gy–V | Játék Gy–V | Helyezés |
| ---- | ------------------- | ----------- | ----------- | ------------ | ---- | ---------- | ---------- | -------- |
| 1    | Kiki Bertens        |             | 7–6(5), 6–2 | 6–4, 6–3     | 2–0  | 4–0        | 25–15      | 1.       |
| 8    | Donna Vekić         | 6–7(5), 2–6 |             | 6–7(6), 2–6  | 0–2  | 0–4        | 16–26      | 3.       |
| 10   | Dajana Jasztremszka | 4–6, 3–6    | 7–6(6), 6–2 |              | 1–1  | 2–2        | 20–20      | 2.       |

Camellia csoport
| Rsz. | Név              | Kenin         | Riske         | Muchová       | Gy–V | Szett Gy–V | Játék Gy–V | Helyezés |
| ---- | ---------------- | ------------- | ------------- | ------------- | ---- | ---------- | ---------- | -------- |
| 2    | Sofia Kenin      |               | 6–4, 6–4      | 4–6, 6–4, 3–6 | 1–1  | 3–2        | 25–24      | 2.       |
| 7    | Alison Riske     | 4–6, 4–6      |               | 6–2, 2–6, 5–7 | 0–2  | 1–4        | 21–27      | 3.       |
| 11   | Karolína Muchová | 6–4, 4–6, 6–3 | 2–6, 6–2, 7–5 |               | 2–0  | 4–2        | 31–26      | 1.       |

Orchid csoport
| Rsz. | Név             | Keys     | Martić   | Cseng    | Gy–V | Szett Gy–V | Játék Gy–V | Helyezés |
| ---- | --------------- | -------- | -------- | -------- | ---- | ---------- | ---------- | -------- |
| 3    | Madison Keys    |          | 6–3, 6–4 | 4–6 2–6  | 1–1  | 2–2        | 18–19      | 3.       |
| 5    | Petra Martić    | 3–6, 4–6 |          | 6–4, 6–3 | 1–1  | 2–2        | 19–19      | 2.       |
| 12   | Cseng Szaj-szaj | 6–4 6–2  | 4–6, 3–6 |          | 1–1  | 2–2        | 19–18      | 1.       |

Rose csoport
| Rsz. | Név              | Szabalenka    | Mertens       | Szákari       | Gy–V | Szett Gy–V | Játék Gy–V | Helyezés |
| ---- | ---------------- | ------------- | ------------- | ------------- | ---- | ---------- | ---------- | -------- |
| 4    | Arina Szabalenka |               | 6–4, 3–6, 7–5 | 6–3 6–4       | 2–0  | 4–1        | 28–22      | 1.       |
| 6    | Elise Mertens    | 4–6, 6–3, 5–7 |               | 6–2, 3–6, 6–1 | 1–1  | 3–3        | 30–25      | 2.       |
| 9    | María Szákari    | 3–6 4–6       | 2–6, 6–3, 1–6 |               | 0–2  | 1–4        | 16–27      | 3.       |

### Döntők
|  | Elődöntők | Elődöntők        | Elődöntők | Elődöntők        | Elődöntők |   |   | Döntő        | Döntő | Döntő | Döntő | Döntő |  |
|  |           |                  |           |                  |           |   |   |              |       |       |       |       |  |
|  | 1         | Kiki Bertens     | 2         | 6                | 6         |   |   |              |       |       |       |       |  |
|  | 1         | Kiki Bertens     | 2         | 6                | 6         |   |   |              |       |       |       |       |  |
|  | 12        | Cseng Szaj-szaj  | 6         | 3                | 4         |   |   |              |       |       |       |       |  |
|  | 12        | Cseng Szaj-szaj  | 6         | 3                | 4         |   | 1 | Kiki Bertens | 4     | 2     |       |       |  |
|  |           |                  |           |                  |           |   | 1 | Kiki Bertens | 4     | 2     |       |       |  |
|  |           |                  | 4         | Arina Szabalenka | 6         | 6 |   |              |       |       |       |       |  |
|  | 11        | Karolína Muchová | 4         | Arina Szabalenka | 6         | 6 | 5 | 64           |       |       |       |       |  |
|  | 11        | Karolína Muchová |           |                  |           |   |   |              |       |       |       |       |  |
|  | 4         | Arina Szabalenka | 7         | 7                |           |   |   |              |       |       |       |       |  |

## Páros
A versenyen az alábbi párosok indultak el:
1. Tuan Jing-jing /  Jang Csao-hszüan
2. Ljudmila Kicsenok /  Andreja Klepač
3. Darija Jurak /  Alicja Rosolska
4. Okszana Kalasnikova /  Sofia Kenin
5. Csiang Hszin-jü /  Tang Csien-huj
6. Vang Hszin-jü /  Csu Lin

Az indulókat két háromfős csoportba sorsolták, amelyek első helyezettjei kerültek a döntőbe, és mérkőztek meg a tornagyőzelemért.

### A párosok csoportmérkőzései
A (Lily) csoport
| Rsz. | Név                             | Tuan Jang        | Jurak Rosolska   | Vang Csu         | Gy–V | Szett Gy–V | Játék Gy–V | Helyezés |
| ---- | ------------------------------- | ---------------- | ---------------- | ---------------- | ---- | ---------- | ---------- | -------- |
| 1    | Tuan Jing-jing Jang Csao-hszüan |                  | 6–1, 1–6, [10–7] | 3–6, 6–3, [10–8] | 2–0  | 4–2        | 18–16      | 1.       |
| 4    | Darija Jurak Alicja Rosolska    | 1–6, 6–1, [7–10] |                  | 6–2, 3–6, [6–10] | 0–2  | 2–4        | 16–17      | 3.       |
| 6    | Vang Hszin-jü Csu Lin           | 6–3, 3–6, [8–10] | 2–6, 6–3, [10–6] |                  | 1–1  | 3–3        | 18–19      | 2.       |

B (Bougainvillea) csoport
| Rsz. | Név                              | Kicsenok Klepač  | Kalasnikova Kenin | Csiang Tang      | Gy–V | Szett Gy–V | Játék Gy–V | Helyezés |
| ---- | -------------------------------- | ---------------- | ----------------- | ---------------- | ---- | ---------- | ---------- | -------- |
| 2    | Ljudmila Kicsenok Andreja Klepač |                  | 2–6, 6–4, [11–9]  | 2–6, 6–4, [10–6] | 2–0  | 4–2        | 18–20      | 1.       |
| 3    | Okszana Kalasnikova Sofia Kenin  | 6–2, 4–6, [9–11] |                   | 2–6, 6–4, [7–10] | 0–2  | 2–4        | 18–20      | 3.       |
| 5    | Csiang Hszin-jü Tang Csien-huj   | 6–2, 4–6, [6–10] | 6–2, 4–6, [10–7]  |                  | 1–1  | 3–3        | 21–17      | 2.       |

#### A páros döntő
|  | Elődöntők | Elődöntők | Elődöntők                       | Elődöntők                        | Elődöntők |   |  | Döntő | Döntő | Döntő | Döntő | Döntő |  |
|  |           |           |                                 |                                  |           |   |  |       |       |       |       |       |  |
|  |           |           |                                 |                                  |           |   |  |       |       |       |       |       |  |
|  |           |           |                                 |                                  |           |   |  |       |       |       |       |       |  |
|  |           |           |                                 |                                  |           |   |  |       |       |       |       |       |  |
|  |           | 1         | Tuan Jing-jing Jang Csao-hszüan | 3                                | 3         |   |  |       |       |       |       |       |  |
|  |           |           |                                 |                                  |           |   |  |       |       |       |       |       |  |
|  |           |           | 2                               | Ljudmila Kicsenok Andreja Klepač | 6         | 6 |  |       |       |       |       |       |  |
|  |           |           | 2                               | Ljudmila Kicsenok Andreja Klepač | 6         | 6 |  |       |       |       |       |       |  |
|  |           |           |                                 |                                  |           |   |  |       |       |       |       |       |  |
|  |           |           |                                 |                                  |           |   |  |       |       |       |       |       |  |